# Athene angelis
Espèce
Athene angelis est une espèce fossile d'oiseaux strigiformes de la famille des Strigidae.

## Aire de répartition
Cette chevêche a été découverte dans les gisements de Castiglione, à Oletta, en Corse (France).

## Paléoenvironnement
Elle va vécu au cours du Pléistocène moyen et supérieur.

## Étymologie
L'épithète spécifique est nommée en l'honneur de la famille d'Angelis, en reconnaissance d'avoir accueilli Cécile Mourer-Chauviré et al., en plus d'être la propriétaire du terrain.

## Taxinomie
Cette espèce a été décrite pour la première fois en 1997 par les naturalistes Cécile Mourer-Chauviré (née en 1939), Michelle Salotti, Élizabeth Pereira, Yves Quinif, Jean-Yves Courtois, Jean-Noël Dubois et Jean-Claude La Milza.